# Amir D-va
Pour les articles homonymes, voir Amir et Dva.
Amirhossein Delband (en persan : امیرحسین دلبند) connu comme Amir D-va (en persan : امیر دیوا), né le 3 septembre 1987 à Téhéran en Iran est un chanteur, compositeur et poète iranien,,.

## Biographie
Amir Dva est né à Téhéran, en Iran, le 3 septembre 1987. Quand il a commencé sa carrière musicale, nous avons travaillé dans ce domaine uniquement par intérêt. Mais au fil du temps, ils sont devenus plus impliqués.Au bout d'un moment, Internet et la croissance des sites de musique et des espaces de téléchargement leur ont fait penser qu'ils pouvaient partager leur travail avec d'autres,,.

## Carrière d'artiste
Amir Dva a présenté sa première chanson en 2004 et en 2005, lorsqu'il est entré au Conservatoire de Téhéran, la musique est devenue sérieuse pour lui et il a décidé de suivre cette voie professionnellement,,. Après un certain temps, il est entré à la Faculté de musique et a finalement obtenu son diplôme en 2008. Cette année, il a ouvert son propre studio et a arrangé, mixé et masterisé de manière professionnelle. Amirhossein Delband a surtout fait de l'arrangement et du mixage au cours de la plupart de ses années d'activité, mais au milieu de cette période, il a également fait du chant. Il a également travaillé avec les groupes ZedBazi et TikTaak,,.